# Tecozajca
Tecozajca är en ort i Mexiko.   Den ligger i kommunen Ahuacuotzingo och delstaten Guerrero, i den sydöstra delen av landet, 180 km söder om huvudstaden Mexico City. Tecozajca ligger 1 242 meter över havet och antalet invånare är 953.
Terrängen runt Tecozajca är lite bergig. Runt Tecozajca är det glesbefolkat, med 18 invånare per kvadratkilometer. Närmaste större samhälle är Olinalá, 14,4 km öster om Tecozajca. I omgivningarna runt Tecozajca växer huvudsakligen savannskog.